# Jan Bohdan Gliński
Jan Bohdan Gliński ps. Gbur i Doktór Jan (ur. 19 grudnia 1915 w Wiedniu, zm. 31 marca 2019 w Warszawie) – polski lekarz, powstaniec warszawski, kapitan Armii Krajowej.

## Życiorys
Urodził się 19 grudnia 1915 r. w Wiedniu jako syn Bohdana i Heleny z domu Sokołowskiej, którzy byli lekarzami w Opatowie. Absolwent gimnazjum w Rydzynie. W latach 1934–1939 studiował medycynę na Uniwersytecie im. Józefa Piłsudskiego w Warszawie. W kampanii wrześniowej był ochotnikiem w 178 Pułku Piechoty Samodzielnej Grupy Operacyjnej Polesie. Po kapitulacji więziony w Stalagu XI A Altengrabow, zwolniony w 1940 r. Po powrocie do kraju kontynuował studia na tajnych kompletach i 5 sierpnia 1941 r. uzyskał dyplom lekarza. Od 1940 r. przez rok pracował w Szpitalu Powiatowym w Opatowie, a od 1942 r. do 1944 r. w Szpitalu Zakaźnym św. Stanisława w Warszawie.
Od 1942 r. należał do podziemnej Unii, a następnie do IV Zgrupowania Gurt III Rejonu Śródmieście Armii Krajowej. W powstaniu warszawskim komendant Punktu Ratowniczo-Sanitarnego przy ul. Nowogrodzkiej w Zgrupowaniu Gurt. Po zajęciu tego rejonu przez Niemców szpital działał do 28 sierpnia 1944 r., kiedy razem z podwładnymi i chorymi Gliński został skierowany do obozu przejściowego w Pruszkowie, skąd zbiegł i od 29 sierpnia objął kierownictwo szpitala powstańczego w Górcach i kierował nim do likwidacji zarządzonej przez polskie władze podziemne 20 grudnia.
Po zakończeniu II wojny światowej został lekarzem powiatowym w Zgorzelcu i pierwszym dyrektorem miejscowego szpitala powiatowego. Od 1954 r. pracował w Sanatorium Przeciwgruźliczym w Rudce, a od 1972 r. był jego dyrektorem. Trzy lata później przekształcił sanatorium w Specjalistyczny Zespół Opieki Zdrowotnej Gruźlicy i Chorób Płuc. Na emeryturę przeszedł w 1981 r., a następnie do 1995 r. pracował poradni przeciwgruźliczej w Otwocku.
W latach 1946–1979 działał w Związku Zawodowym Pracowników Służby Zdrowia, od 1964 r. należał do Społecznego Komitetu Walki z Gruźlicą i Chorobami Płuc, był także współzałożycielem i przewodniczącym Sekcji Historycznej Polskiego Towarzystwa Lekarskiego. W 1989 r. został dyrektorem Fundacji im. Tadeusza Łopuszańskiego. Od 1986 r. pracował nad powstaniem Słownika Biograficznego Lekarzy i Farmaceutów Ofiar Drugiej Wojny Światowej, nakładem Naczelnej Izby Lekarskiej wydano dwa tomy.
Żonaty z Krystyną Zofią z domu Oleś, miał dwoje dzieci: Zofię (ur. w 1944 r., późniejszą Boranowską) i Andrzeja (ur. w 1948 r.). W ostatnim okresie życia mieszkał w kamienicy przy alei 3 Maja 2 w Warszawie.
Zmarł 31 marca 2019 r., został pochowany na cmentarzu Powązkowskim w Warszawie (kwatera 299a-2-14).

## Odznaczenia
- Krzyż Oficerski Orderu Odrodzenia Polski
- Krzyż Kawalerski Orderu Odrodzenia Polski
- Złoty Krzyż Zasługi
- Krzyż Armii Krajowej
- Warszawski Krzyż Powstańczy
- Medal Wojska
- Medal Za Warszawę 1939–1945
- Medal „Za udział w wojnie obronnej 1939”[5]
- Odznaka honorowa „Za wzorową pracę w służbie zdrowia”[8]
- Odznaka tytułu honorowego „Zasłużony dla Zdrowia Narodu”
- Medal Gloria Medicinae Polskiego Towarzystwa Lekarskiego
- Odznaczenie „Medicus Nobilis”[10]